# The Romance of Lust
The Romance of Lust, or Early Experiences, is een anonieme Victoriaanse erotische roman, geschreven tussen 1873 en 1876 en uitgegeven door William Lazenby.
Het verhaal, verteld in de eerste persoon door het personage Charlie Roberts, volgt zijn seksuele ontdekkingen als adolescent, waaronder thema's als incest en diverse erotische situaties. Het auteurschap is omstreden, met William Simpson Potter en Edward Sellon als mogelijke kandidaten. Ondanks beperkte wetenschappelijke aandacht is de roman sinds de eerste moderne publicatie in 1968 herhaaldelijk herdrukt in de Verenigde Staten en het Verenigd Koninkrijk.

## Externe Links
- The Romance of Lust